# Barnardiella
Barnardiella é um género botânico pertencente à família Iridaceae.